# Arco, Minnesota
Arco là một thành phố thuộc quận Lincoln, tiểu bang Minnesota, Hoa Kỳ. Năm 2010, dân số của thành phố này là 75 người.

## Dân số
- Dân số năm 2000: 100 người.
- Dân số năm 2010: 75 người.